# Komunikacja zintegrowana
Komunikacja zintegrowana – technologia pozwalająca na zintegrowanie w czasie rzeczywistym usług komunikacyjnych, takich jak komunikator internetowy (czat), informacja o obecności, połączenie telefoniczne (w tym telefonii wykorzystujących protokół IP), możliwość wideokonferencji, udostępnianie danych (w tym wykorzystanie tablicy elektronicznej) oraz ujednoliconej komunikacji (zintegrowana poczta głosowa, e-mail, SMS i faks).
Komunikacja tego typu staje się coraz bardziej wizualna. W sieciach zachodnich przesył obrazu wideo stanowi nawet 60 proc. całego transferu informatycznego.
Rozwojowi komunikacji zintegrowanej sprzyja rosnąca przepustowość łączy, mobilność urządzeń oraz coraz bardziej powszechne korzystanie z chmury obliczeniowej.